# マグヌス2世 (ザクセン＝ラウエンブルク公)
マグヌス2世（Magnus II., 1543年 - 1603年5月14日）は、ザクセン＝ラウエンブルク公フランツ1世とジビッレ・フォン・ザクセンの息子。1571年、父フランソワ1世が負債を理由に退位したため、マグヌス2世が公位に就いた。しかしその2年後、フランツ1世はもう一人の息子フランツ2世の助けを得てマグヌス2世を追放し、再び公位についた。マグヌス2世は武力で公領を取り戻そうとしたが、失敗に終わった。1588年に投獄され、幽閉の身で死去した。

## 生涯
1550年にフランツ1世は、隣接するラッツェブルク大司教領の大聖堂参事会に、7歳の息子マグヌスを次期司教に選出するよう圧力をかけた。しかし、大聖堂参事会はこれを拒否した。その後、マグヌスはスウェーデン王家であるヴァーサ家の宮廷で青春時代を過ごした。マグヌスは従兄弟のエリク王子と友人となり、エリク14世として王位に就いた後も、マグヌスは変わらずスウェーデンで過ごした。
エリク14世は、マグヌスにとっても従兄弟にあたるデンマーク王フレゼリク2世に対して戦争を仕掛けた。マグヌスは、北方七年戦争（1563年 - 1570年）とよばれるこの戦いにおいて、1566年にスウェーデンの最高司令部となった。マグヌスは、1568年7月4日のエリク14世の結婚前夜にエリク14世の異母妹ソフィアと結婚式を挙げた。しかしエリク14世は、成果の得られなかったマグヌスを最高司令官から解任した。その後、マグヌスはエリク14世の異母弟カールとヨハンに味方し、同年9月29日にカールらとともにストックホルムに侵攻し、エリクを倒した。
このとき、マグヌスは妻ソフィアの継母であるカタリーナ・ステンボックとその異母妹エリサベトをストックホルム王宮からボートで連れ出した。1570年ごろに、マグヌスはカタリーナが弟のフランツと再婚する計画を阻止した。
スウェーデンの指揮官として、そしてソフィアの持参金を自由に使えたマグヌスはかなりの財産を手に入れ、新たな目標を追い求めた。父フランツ1世は1571年に退位してマグヌスに公位を譲ることに同意し、その見返りにマグヌスは質入れされた公爵領を取り戻すことを約束した。しかし、マグヌスは領地を償還することはせず、トレムスビュッテルの質入れされた領地をホルシュタイン＝ゴットルプ公アドルフに売却するなど、公爵の領地をさらに縮小させた。
これにより、マグヌスとその父および弟フランツ2世とモーリッツ、そして公領の等族との間で争いが勃発した。マグヌスに対する反発は、悪名高い酒に溺れがちな気質と、反対者や下の者に暴力を加えることによるものであった。
1573年10月、フランツ1世はマグヌスを追放し、公位に再びついた。翌年、マグヌスはオランダ軍を雇い、ザクセン＝ラウエンブルクを武力で制圧した。マグヌスは10月初旬にラッツェブルクに侵入し、略奪を行ったが、経験豊富な軍司令官であった弟のフランツ2世と、ニーダーザクセン・クライスの大佐（Kreisobrist）であるホルシュタイン＝ゴットルプ公アドルフが軍隊を率いて到着したため撤退した。その見返りとして、ザクセン＝ラウエンブルクは1575年にシュタインホルストの領地をホルシュタイン＝ゴットルプ公に譲渡しなければならなかった。
マグヌスは1574年にウップランドの領地に逃亡し、そこで暴力、非道、残忍な行為を行った。そこで翌年、義兄であるスウェーデンの新王ヨハン3世は、デンマークから征服したばかりのオーゼル島のオリサーレにあるゾンネンブルク城をマグヌスに委ねた。マグヌスは、当時オーゼル島のデンマーク領であったアレンスブルクのデンマーク人総督クラウス・フォン・ウンゲルンと仲違いした。マグヌスはデンマークのムーン島を自分の領地の一部であると主張し占領した。さらにペルナウで強盗を働いた。マグヌスは妻ソフィアに対しても虐待を行った。
デーン人は苦情を申し立てたが、一方マグヌスはソフィアに対する虐待でヨハン3世の不興を買い、ソフィアはマグヌスと別れて息子のグスタフと一緒にスウェーデンに留まった。1578年、マグヌスはザクセン＝ラウエンブルクを再び征服しようとしたが、弟のフランツ2世により撃退され、フランツ2世はそれにより公領の代官とされた。
1581年、フランツ1世は亡くなる直前に、息子のブレーメン大司教ハインリヒと皇帝ルドルフ2世と協議したが、他の息子マグヌスとモーリッツとは交渉せぬまま、三男フランツ2世を唯一の後継者とした。これは長子相続の規則に反していた。
しかし、長子相続権の侵害は、等族にフランツ2世を正統な嫡子ではないとみなす根拠を与えた。しかし、フランツ2世はザクセン＝ラウエンブルクの管理者としての職務のみ行い、マグヌス2世は皇帝ルドルフ2世に王位を与えるよう訴えた。しかし1581年にフランツ1世と合意したとおり、1585年1月31日に皇帝ルドルフ2世は最終的にフランツ2世を継承者と認めた。
一方、フランツ2世は弟モーリッツと領地を共同統治するとして弟モーリッツを説得した。1585年12月16日、フランツ2世は「永遠の連合」（ドイツ語:エーヴィゲ・ユニオン）の制定により、ザクセン＝ラウエンブルクの貴族とラウエンブルク・アアン・デア・エルベとラッツェブルクの代表を公領の等族とし、政府の問題に関して重要な発言権を持つ常設の機関の設立を認めた。その見返りとして、等族はフランツ2世を正統な公爵の後継者とし、1586年にフランツ2世を公爵として認めた。
1588年後半にフランツ2世はマグヌスをハンブルクで罠に誘い込み、マグヌスを捕らえた。マグヌスは残りの生涯を主にラッツェブルク城に監禁されて過ごし、1603年に死去した。

## 結婚と子女
1568年7月4日、マグヌス2世はスウェーデン王女ソフィア・ヴァーサ（1547年10月29日 - 1611年3月17日）と結婚した。1574年以降、夫妻はスウェーデンに居を構えた。この結婚は不幸なものであり、1578年にソフィアの兄であるスウェーデン王ヨハン3世はマグヌスをデンマークから追放した。ソフィアとマグヌス2世の間には1男が生まれた。
- グスタフ（1570年8月31日 ヴェステロース - 1597年11月11日 ストックホルム） - カルマル総督、27歳で死去した。庶子が1人いる。